# バニリルアルコールオキシダーゼ
バニリルアルコールオキシダーゼ（vanillyl-alcohol oxidase）は、次の化学反応を触媒する酸化還元酵素である。
反応式の通り、この酵素の基質はバニリルアルコールとO2、生成物はバニリンとH2O2である。補因子としてFADを用いる。
組織名はvanillyl alcohol:oxygen oxidoreductaseで、別名に4-hydroxy-2-methoxybenzyl alcohol oxidaseがある。